# Шафран, Александр
Александр Шафран (рум. Alexandru Şafran, фр. Alexandre Safran; 12 сентября 1910, Бакэу — 27 июля 2006, Женева) — главный раввин Румынии в 1940—1947 годах.
Александр Шафран родился в румынском городе Бакэу в семье раввина Бецалеля Зеэва Шафрана. После окончания лицея и получения степени бакалавра в 1929 году уехал в Вену, где записался на раввинистический семинар и философский факультет Венского университета. С 1933 году получил звание раввина и степень доктора философии и стал раввином города Бакэу.
В феврале 1940 года, в возрасте 29 лет, Александр Шафран был избран Главным раввином Румынии и оставался на этом высоком посту до конца 1947 года. Этот пост давал также членство в румынском Сенате.
В период фашистского режима был заложником. В его доме действовал штаб антифашистского сопротивления. Постоянно обращался к румынскому правительству, церкви и дипломатам нейтральных стран с протестами против антиеврейского законодательства. Один из инициаторов давления на румынское правительство, приведшего к отказу депортировать евреев Румынии в 1942 году в нацистские концлагеря.
В 1947 году эмигрировал в Швейцарию. С 1948 года и до самой смерти в 2006 году д-р Александр Шафран являлся Главным раввином Женевы и профессором истории религии Женевского университета. Он автор трудов, опубликованных в Женеве, Париже, Иерусалиме, Бухаресте и др.
В результате преподавательской деятельности д-ра Шафрана, были воспитаны и выросли многие его ученики, с которыми он делился осмыслением своего опыта, и передавал им свои знания. Дело Шафрана продолжают и его дети.
Кафедра Кабалы в Бар-Иланском университете в Израиле названа именем Шафрана.

## Труды
Д-р Александр Шафран — автор более 200 книг и научных работ по вопросам еврейского мировоззрения, таких, как:
- 1960 «Кабала»
- 1986-87 «Мудрость кабалы» см.
- 1980 «Израиль в пространстве и во времени»
- «Духовные связи Государства Израиль и евреев диаспоры»
- «Еврейская этика и современность»
- «Сопротивление нацистскому урагану» (сокр. перевод с англ.)
- Esquisse d’un éthique religieuse juive
- Alei shefer : studies in the literature of Jewish thought : presented to Rabbi Dr. Alexandre Safran by Alexandre Safran, Mosheh Halamish
- The kabbalah : law and mysticism in the Jewish tradition